# Crist crucificat (Goya)
El Crist crucificat (1780) és una pintura a l'oli de Francisco de Goya presentat amb motiu del seu ingrés com a acadèmic a la Reial Acadèmia de Belles Arts de San Fernando el 5 de juliol de 1780. Forma part de la col·lecció permanent del Museu del Prado.

## Anàlisi
Es tracta d'un Crist d'estil neoclàssic, encara que està arrelat en la tradicional iconografia espanyola i relacionat amb el Crist crucificat de Velázquez i el d'Anton Raphael Mengs, encara que sense el fons de paisatge d'aquest últim, substituït per un negre neutre, com al del model del mestre sevillà. Amb fons negre i quatre claus, com manaven els cànons del barroc espanyol. Els peus reposen sobre el suport de fusta i un rètol sobre la creu conté la inscripció IESUS NAZARENUS REX IUDEORUM en tres llengües, com demanava el model iconogràfic a Espanya des de Francisco Pacheco, Goya treu èmfasi als factors de devoció (dramatisme, presència de la sang, etc.) per subratllar el suau modelatge, perquè el seu destí era agradar als acadèmics regits pel neoclassicisme de Mengs.
El cap, treballat amb pinzellada solta i vibrant, està inclinat a la seva esquerra i aixecat, com la seva mirada, cap a les altures. Tot plegat reflecteix dramatisme, àdhuc sembla representar un gest d'èxtasi en mostrar l'instant en el qual Jesús alça el cap i, com un bocabadat, sembla pronunciar les paraules «Déu meu, Déu meu, per què m'has abandonat?», però la serenitat de tot el conjunt evita la sensació patètica.
Amb aquesta obra ofereix a l'estimació dels acadèmics un dels més difícils i clàssics motius que era possible executar: un nu on mostrar el domini de l'anatomia, justificat per la seva presència en un quadre religiós d'un Crist en agonia, de conformitat amb la tradició espanyola. En aquest lloc Goya resol amb hàbil tècnica la dificultat del suau modelatge en esfumat, així com la incidència de la llum (que sembla provenir artificialment del pit del crucificat) i la seva transició cap a les zones fosques, que fan dissimular la silueta del dibuix. Transparències, veladures i gradacions són tractades amb delicadesa, en tons gris perla i suaus verds blavosos i tocs d'intens blanc per realçar la llum.
Les línies de composició conformen la clàssica suau S allunyada dels efectes violents del barroc. La cama dreta avançada – inspirada en el Crist de Mengs–, el maluc lleugerament esbiaixat i la inclinació del cap doten l'obra de l'ajustat dinamisme que demandaven els cànons clàssics per evitar la rigidesa. Potser tant de respecte als gusts acadèmics han fet que aquesta obra, molt valorada pels seus contemporanis, no fos massa representativa per a la crítica del segle xx, que va preferir veure en Goya un romàntic poc o gens piadós i que no va prestar massa atenció a la seva pintura religiosa i acadèmica. Tanmateix, el postmodernisme valora un Goya total, amb totes les seves facetes i té en compte que és aquesta una obra en la qual Goya encara pretén d'assolir honors i prestigi professional i aquest objectiu es compleix àmpliament al Crist crucificat.